# Adolf IV. (Berg)
Adolf IV. von Berg (* 1220; † 22. April 1259 in Neuss), ältester Sohn des Heinrich IV. von Limburg, regierte schon früh mit und ab 1246 alleine die Grafschaft Berg, während sein jüngerer Bruder Herzog von Limburg wurde. Er war mit Margarete von Hochstaden verheiratet. 1234 nahm er am Kreuzzug gegen die Stedinger teil, 1253 an der aus seiner Sicht siegreichen Schlacht bei Westkapelle, dem militärischen Höhepunkts des flämischen Erbfolgekriegs.
1246 schloss sich Adolf von Berg seinem Schwager Konrad von Hochstaden an, dem Kölner Erzbischof, und ergriff gegen den Kaiser und für Heinrich Raspe Partei. Nach dessen Tod folgte er Wilhelm von Holland, von dem er 1248 die Reichshöfe Rath und Mettmann, die Reichsgefälle zu Remagen und die Belehnung seiner übrigen bergischen Besitztümer erhielt.
1248 war er bei der Grundsteinlegung zum Kölner Dom anwesend. 1255 legte er zusammen mit seinem Bruder Walram von Limburg den Grundstein zur Klosterkirche  der Abtei Altenberg.
Er starb am 22. April 1259 an einer Turnierverletzung in Neuss. Er hatte an vielen Fehden teilgenommen und wurde post mortem 1264 mit dem Beinamen mit dem Bart geführt. Seine Witwe bekam 1260 das an Berg nach der Verpfändung übergegangene Schloss Hückeswagen als Witwensitz. Sie starb am 2. Februar 1314.

## Kinder
- Engelbert, Propst von Köln
- Konrad I., Bischof von Münster (1306–1310) († 25. Mai 1313)
- Walram, Propst zu Köln
- Wilhelm I. († 16. April 1308)
- Adolf V., († 28. September 1296)
- Irmgard, († 24. März 1294), Gattin von Eberhard I. von der Mark
- Heinrich Herr zu Windeck († um 1295)